# Maarten Tromp (wioślarz)
Maarten Tromp (ur. 26 lipca 1983 w Amsterdamie) – holenderski wioślarz.

## Osiągnięcia
- Mistrzostwa Świata – Monachium 2007 – ósemka wagi lekkiej – 1. miejsce[1].
- Mistrzostwa Świata – Linz 2008 – ósemka wagi lekkiej – 3. miejsce[1].
- Mistrzostwa Świata – Poznań 2009 – ósemka wagi lekkiej – 3. miejsce[1].